# خونیسچالا
خونیسچالا (به لاتین: Khonischala) یک منطقهٔ مسکونی در گرجستان است که در شهرداری دوشتی واقع شده‌است. خونیسچالا ۳ نفر جمعیت دارد و ۱٬۲۰۰ متر بالاتر از سطح دریا واقع شده‌است.